# Sarma (gastronomia)
Il sarma è un tipo di dolma diffuso in Medio Oriente, nel Caucaso del Sud, nei Balcani, e nell'Asia centrale. Il sarma è composto da involtini di foglie di vite, cavolo, cavolo riccio, lapazio, o bietola cotti che racchiudono un ripieno di cereali (bulgur o riso) e carne macinata, o entrambi.

## Etimologia e storia
La parola sarma è un termine turco che significa "avvolto". Il sarma è una specialità originaria della Persia, risalente al sedicesimo secolo, ed è oggi tradizionale in numerose nazioni, fra cui la Turchia, Serbia, Romania, Macedonia del Nord, la Bosnia, il Montenegro, e la Croazia.

## Terminologia
I sarma con foglie di vite sono chiamati yaprak sarması ("sarma di foglie") o yaprak dolması ("dolma di foglie") in Turchia, yarpaq dolması ("dolma di foglie") in Azerbaigian, e dolme barg mo (دلمه برگ مو, ovvero "dolma delle foglie di vite") in Iran, e waraq 'inab (ورق عنب) o waraq dawālī (ورق دوالي) nei paesi arabi. In Armenia, gli involtini sono chiamati missov derevapatat, derevi dolma e derevi sarma. In Grecia hanno diversi nomi fra cui γιαπράκια yaprakia, γιαπράκια γιαλαντζί yaprakia yalandzi, ντολμάδες dolmadhes, ντολμαδάκια dolmadhakia, ντολμαδάκια γιαλαντζί dolmadhakia yalandzi, e σαρμάδες sarma.
Invece, in Bulgaria, Macedonia, e Romania, i sarma non vengono distinti in base alle foglie che li ricoprono.
Le foglie di bietola ripiene sono chiamate pazı dolması in Turchia e dolmas de pazi dagli ebrei sefarditi che si stabilirono in Argentina.

## Varianti

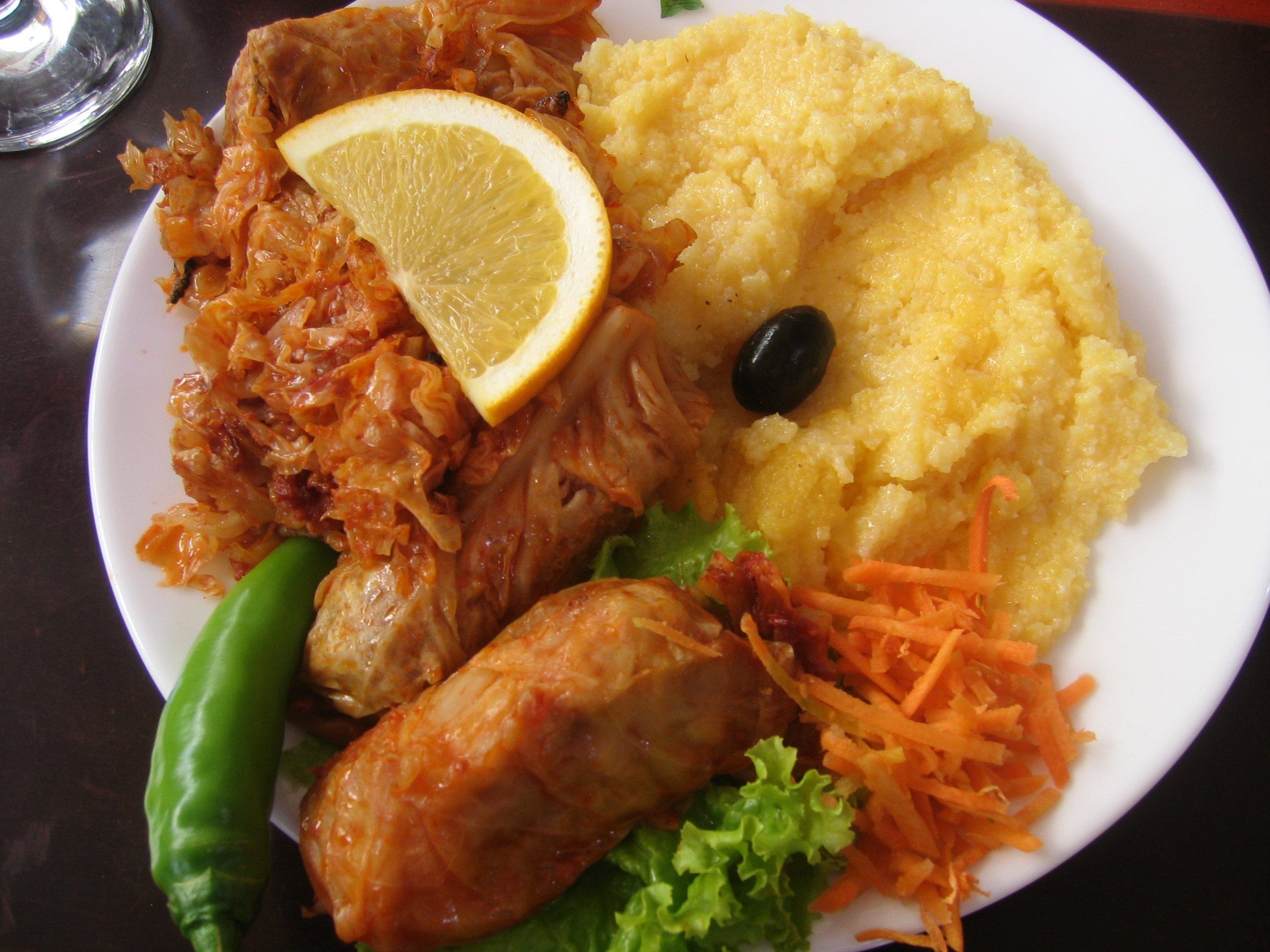
Sarmale

### Turchia
Nelle province turche di Amasya e Tokat, il sarma viene preparato in modo simile al makluba, e può contenere diversi ripieni. Il bakla sarma dell'Amasya è composto da fave secche e un grano macinato grossolanamente chiamato yarma cotti in una salsa di pomodoro condita. I sarma, una volta avvolti, vengono adagiati su costolette di agnello con l'osso e fatti bollire lentamente nel liquido di cottura. Il piatto finito viene servito capovolto. Una variante simile del territorio Tokat è farcita con un ripieno di lenticchie, bulgur e ceci. La pasta di peperoni rossi fatta in casa può essere sostituita con parte del concentrato di pomodoro.
Le foglie di vite ripiene senza carne sono talvolta chiamate yalancı dolma, che in turco significa "dolma del bugiardo".
Il vişneli yalancı dolması è un'altra variante turca in cui le foglie di vite vengono colmate di riso condito con cannella, pimento e menta. I dolma vengono cotti lentamente insieme alle ciliegie marasche (vişne), e, se le si desidera, anche le prugne.
In Turchia sono anche tipiche le foglie di vite che avvolgono una radice di sedano farcita con riso iç pilav condito con cannella, sale, pepe, pimento, pinoli e zucchero. La frutta secca come il fico e l'albicocca può essere aggiunta alla miscela di riso prima che la radice di sedano venga farcita, avvolta e cotta in forno. Alcune varianti possono includere la mela cotogna.

### Romania e Moldavia
Il sarmale è popolare nelle regioni storiche della Romania, ovvero la Transilvania e Valacchia, così come nella Moldavia. Di solito consiste in un impasto di carne di maiale, riso, cipolla, uova, timo e aneto racchiuso in una foglia di cavolo. È un piatto tradizionale da servire dei periodi pasquali e natalizi.

### Serbia
In Serbia esiste una versione del sarma vegetariana a causa delle regole quaresimali che ne impediscono il consumo agli osservanti.